# Engelbert Toman
Engelbert Toman (12. září 1906 Vídeň – 27. února 1998 Nymburk) byl český a československý politik Československé strany lidové a poúnorový poslanec Národního shromáždění ČSR.

## Biografie
Do roku 1918 žil ve Vídni. Po studiích se stal v roce 1929 úředníkem Škodových závodů v Praze a posléze v Mladé Boleslavi. V letech 1950-1953 byl zaměstnancem podniku Autorenova Mladá Boleslav, od roku 1953 pracoval v ČSAO národní podnik (později Mototechna) Mladá Boleslav. Od mládí se angažoval v křesťanskosociálních odborech a v ČSL (členem strany od roku 1930). Po 2. světové válce řadu let předsedal mladoboleslavské místní organizaci ČSL.
Během únorového převratu v roce 1948 patřil v rámci lidové strany k frakci loajální vůči KSČ, která v ČSL převzala moc a proměnila ji na loajálního spojence komunistického režimu. Po volbách v roce 1948 byl zvolen do Národního shromáždění za ČSL ve volebním kraji Mladá Boleslav. Mandát nabyl až dodatečně v prosinci 1951 jako náhradník poté, co rezignoval poslanec Antonín Polišenský. Mandát získal i ve volbách do Národního shromáždění roku 1954 (volební obvod Praha-venkov). V parlamentu zasedal do konce funkčního období, tedy do voleb do Národního shromáždění roku 1960.
K roku 1954 se profesně uvádí jako úředník ve správkárně vozů a aut v Kosmonosích. Pocházel z Mladé Boleslavi. V listopadu 1954 vystupoval na veřejné schůzi v městysi Bezno, kde „mluvil o úkolech z funkce poslance vyplývajících, žádal spolupráci všech voličů“. Státní bezpečnost ho od roku 1955 evidovala v registru zájmových osob. Ve volbách 1960 již nebyl zvolen. Poté se stáhl z veřejného života.